# Monterey (Californien)
|  | Monterey omdirigeres hertil. For den mexikanske by, se Monterrey |
Monterey er en by beliggende i Monterey County i den amerikanske delstat Californien. Den ligger i den sydlige del af Monterey Bay midt på Californiens kystlinje.
Byen ligger 8 meter over havets overflade og har et areal på 21,9 km². Monterey har 30.218(2020) indbyggere.

## Eksterne Henvisninger
- Oversættelse Denne artikel eller en tidligere version er helt eller delvist oversat fra den simple engelsksprogede Wikipedia, der er tilgængelig under Creative Commons Kreditering-Deling på samme vilkår 3.0. Se versionshistorik for oplysninger om oprindelig(e) bidragyder(e).